# Дакимакура

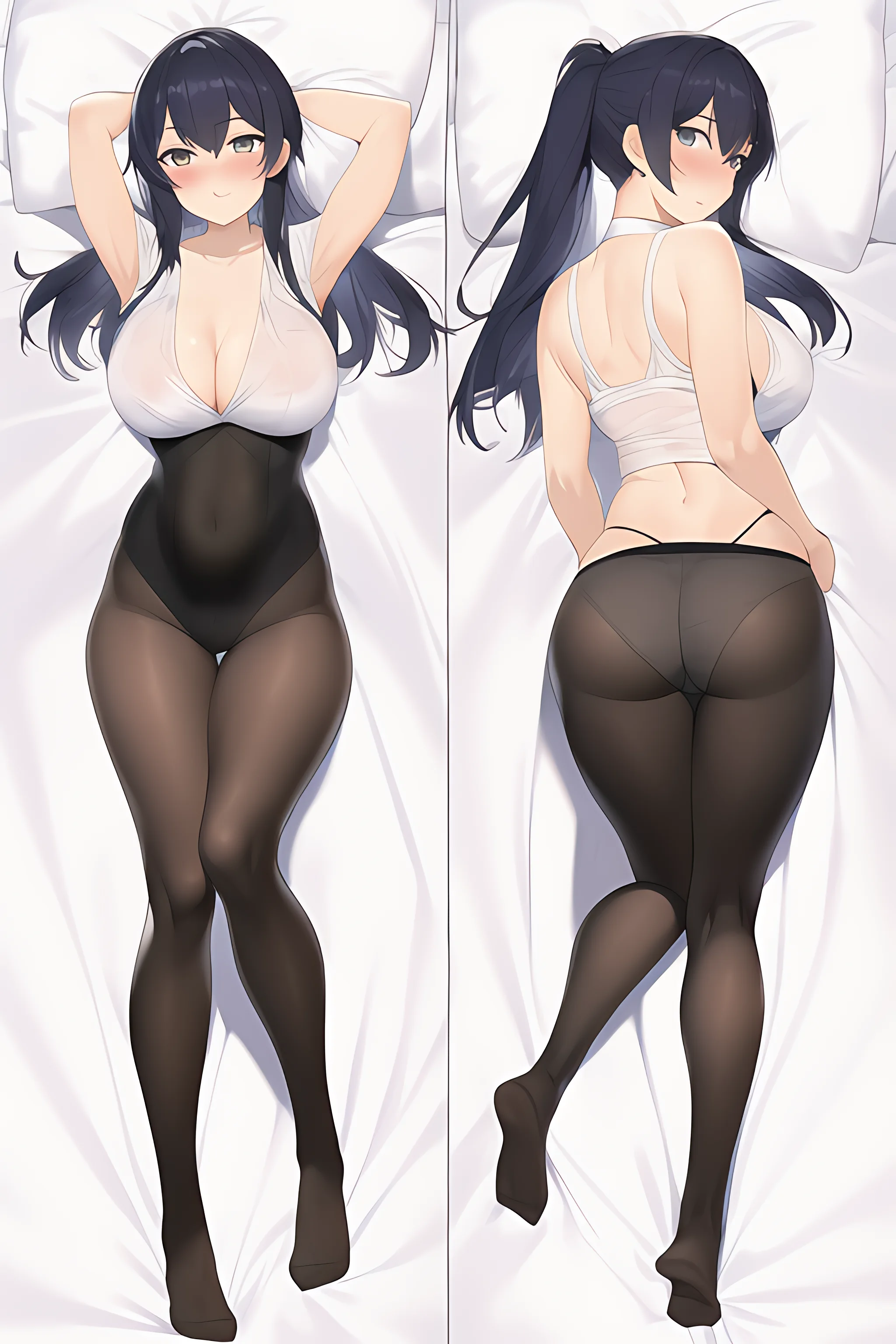
Пример дакимакуры

Дакимаку́ра (яп. 抱き枕, от даки, 抱き — обнимать, цепляться, и макура, 枕 — подушка) — большая подушка, как правило, с изображением персонажа аниме в полный рост. В Японии и других странах такие подушки чаще всего играют роль переходных объектов для детей и подростков, подобно крупным плюшевым игрушкам в других культурах.
Дакимакуры выпускаются размерами от 70 × 35 см до 220 × 75 см. Самая популярная версия — 150 × 50 см. Она появилась из-за распространения подушек за пределами Японии, так как её почтовая доставка обходилась дешевле.
Для более взрослой аудитории дакимакура может служить как просто украшением интерьера, так и объектом сексуального фетишизма. В последнем случае на дакимакуре изображаются персонажи аниме или фото актёров. Например, в Японии компанией Sharanpowan выпускались подушки в форме тела Марии Шараповой. Вид подушек в форме колен спортсменки предлагался по цене 29 долларов США. Указывалось, что колени на подушке выполнены в натуральную величину.